# Enneapterygius leucopunctatus
Enneapterygius leucopunctatus är en fiskart som beskrevs av Shen, 1994. Enneapterygius leucopunctatus ingår i släktet Enneapterygius och familjen Tripterygiidae. Inga underarter finns listade i Catalogue of Life.